# شبه الجزيرة الإيبيرية
شبه جزيرة إيْبِيرِيَا (بالإسبانية: Península ibérica) أو شبه الجزيرة الإيْبِيرِيّة أو إِبَارِيَة، وتعرف أحياناً باسم شبه قارة إسبانيا أو شبه القارة الإسبانية (بالإسبانية: Subcontinente español) (بالبرتغالية: Subcontinente Espanhol) (كانت تسمى جزيرة الأندلس أو شبه جزيرة الأندلس أو شبه الجزيرة الأندلسية أثناء فترة الحكم الإسلامي للأندلس) تقع في الجزء الجنوبي الغربي من قارة أوروبا. تتكون من إسبانيا والبرتغال وأندورا ومنطقة جبل طارق.
تشكل إسبانيا الجزء الأكبر منها بحوالي 85% في حين تحتل البرتغال الجزء الغربي فيها بنحو 14.9% من مساحة شبه الجزيرة. يحدها البحر المتوسط من الجنوب والشرق والمحيط الأطلسي من شمالها وغربها وتتصل مع أوروبا من طرفها الشمالي الشرقي. تشكل جبال البرانس الحدود الطبيعية مع أوروبا لشبه الجزيرة الإيبيرية. تزيد مساحتها عن 582 ألف كم مربع في حين أن اندورا المشتركة مع الجمهورية الفرنسية تشكل مساحة 0.76 % أما منطقة جبل طارق فتشكل مساحة 0.5 % .

## التسمية

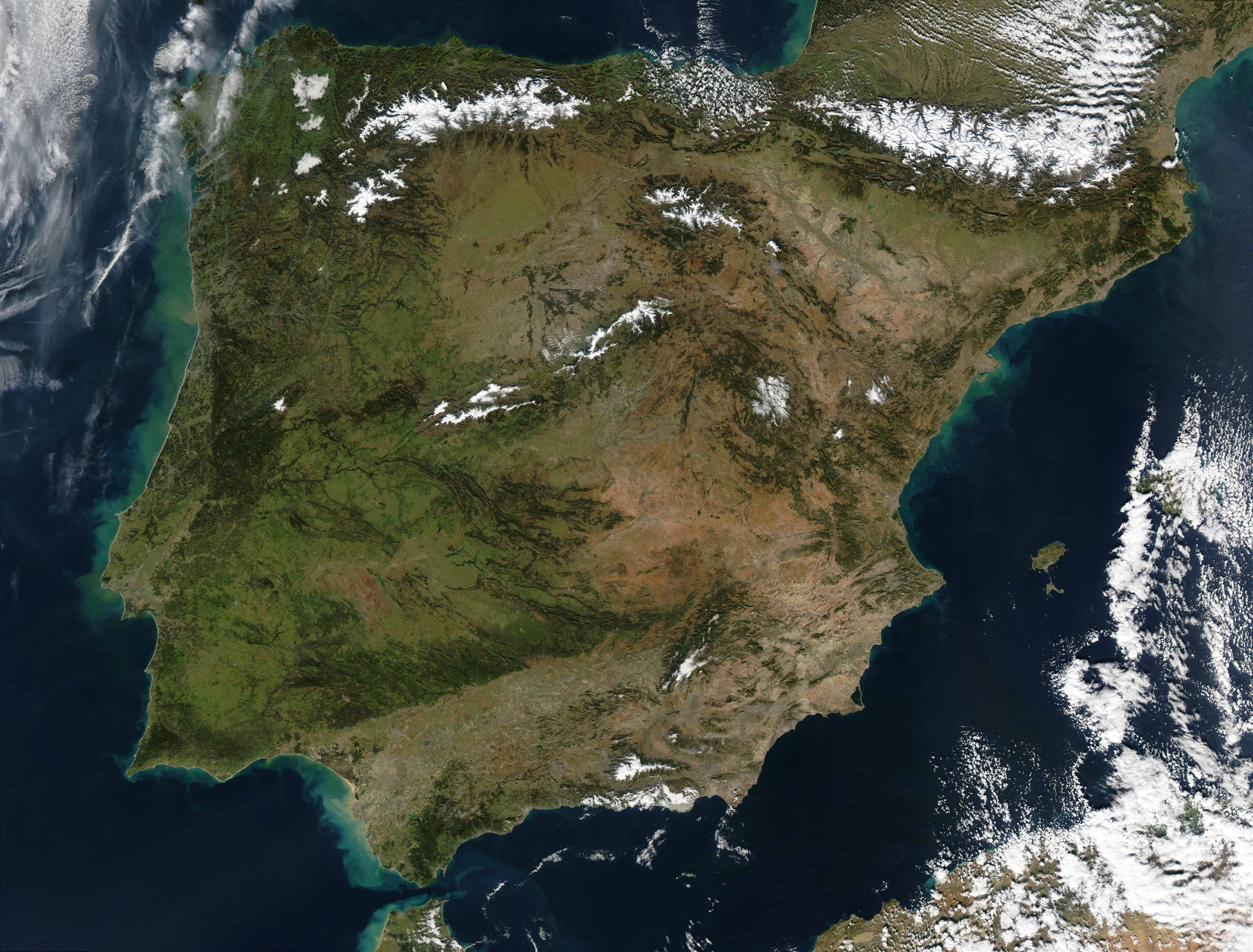
صورة بالقمر الصناعي لشبه الجزيرة الإيبيرية

### الاسم اليوناني
كلمة إيبِيرْيَا هي اسم مقتبس من الكلمة اللاتينية هيبيريا (Hiberia) التي اشتقت من الكلمة الاغريقية القديمة Ἰβηρία  (أو Ibēríā)، والتي استخدمها الجغرافيون اليونانيون خلال حكم الإمبراطورية الرومانية للإشارة إلى ما يعرف اليوم باسم شبه الجزيرة الإيبيرية.  في ذلك الوقت، لم يصف الاسم كيانا جغرافيا واحدا معينا أو مجموعة سكانية مميزة؛ تم استخدام نفس الاسم أيضا لوصف مملكة أيبيريا التي كانت تقع في القوقاز ومعروفة في الأصل تحت اسم كارتلي، وهي المنطقة المركزية لما أصبح فيما بعد معروفا بمملكة جورجيا. كان المؤرخ اليوناني سترابو أول من أبلغ في أعماله عن إيبيريا باعتبارها كتلة قارية منفصلة عن بلاد الغال بواسطة جبال البرانسي. مع سقوط الإمبراطورية الرومانية وتوحيد اللغات الرومانية، عوضت كلمة «إيبيريا» الكلمة الرومانية «هيبيريا» والكلمة الإغريقية "Ἰβηρία" المستعملة سابقا.
وصل الإغريق القدماء إلى شبه الجزيرة الإيبيرية، التي سمعوا عنها من الفينيقيون، عن طريق ابحارهم غربا عبر البحر الأبيض المتوسط. أول من استخدم مصطلح «إيبيريا» كان هو المؤرخ اليوناني هكتيوس الملطي، الذي كتب عنه حوالي 500 سنة قبل الميلاد. يقول هيرودوت عن البوجيين «إنهم هم من جعلوا الإغريق يعرفون [...] أيبيريا». وفقا لسترابو، استخدم المؤرخون السابقون كلمة إيبيريا للإشارة للبلد الواقع على جانب نهر إبرة (Ἶβηρος) وصولا لنهر الرون شمالا، مع ذلك وفي أيامه وصلت حدود إيبيريا إلى غاية جبال البرانسي. بوليبيوس من جهته يحترم هذه الحدود، لكنه يعرف إيبيريا على أنها تمتد من جهة المتوسطي حتى جنوب جبل طارق، في حين لم يذكر أي شئ عن حدودها من جهة الأطلسي. من جانب آخر، يقول إن ساغونتوم «تقع على سفوح سلسلة التلال المطلة على البحر والتي تربط بين إيبيريا وكلتيبيريا». يشير سترابو إلى الكريتانيين على أنهم أناس من «أصول أيبيرية» يعيشون في جبال البرانسي، ويختلفون عن الكلتيين أو السلتيأيبيريين.

### الاسم الروماني
وفقا لتشارلز إبيل، لطالما استخدمت المصادر القديمة باللغتين اللاتينية واليونانية عبارات من قبيل هيسبانيا وهيبيريا (اليونانية: إيبيريا) للإشارة للمنطقة. الخلط الحاصل في استخدام هذه الكلمات كان بسبب تداخل وجهات النظر السياسية والجغرافية. الكلمة اللاتينية هيبيريا، المشابهة للكلمة اليونانية إيبيريا، تترجم حرفياً إلى «أرض الهيبيريين». هذه الكلمة مشتقة من اسم نهر إيبيروس (يسمى حاليا نهر إبرة أو إبر).  وهكذا تم استخدام مصطلح هيبري (إيبيري) كمصطلح للإشارة إلى الشعب الذي عاش بالقرب من نهر إبرة.
أول ذكر لهذا المصطلح في الأدب الروماني كان من قبل الشاعر إينيوس سنة 200 قبل الميلاد. يشير فيرجيل إلى إيباكاتوس هيبيروس («إيبيري لا يهدأ») في عمله الجورجيون. أطلق الجغرافيون الرومانيون وغيرهم من الكتاب الذين تحدثو عن الجمهورية الرومانية على شبه الجزيرة بأكملها هيسبانيا.
خلال العصور القديمة اليونانية والرومانية، تم استخدام اسم هيسبيريا للإشارة في آن واحد إلى شبه الجزيرة الإيطالية والإيبيرية؛ في الحالة الأخيرة، استخدم مصطلح هيسبيريا أولتيما (في إشارة إلى موقعها في أقصى الغرب) لوصف شبه الجزيرة الإيبرية بهدف توضيح حالة الغموض الأولى التي طبعت أعمال الكتاب الرومان الأوائل. إضافة إلى ذلك ومنذ العصور القديمة الرومانية، أطلق يهود في تلك المنطقة اسم سيفراد على شبه الجزيرة الإيبيرية. 
مع تزايد الاهتمام السياسي للرومان بالأراضي القرطاجية السابقة، استخدمو أسماء مثل هسبانيا سيتيريور و هيسبانيا أولتيريور للإشارة إلى هيسبانيا «القريبة» و «البعيدة». في ذلك الوقت كانت هسبانيا مكونة من ثلاث مقاطعات رومانية: هسبانيا بايتيكا، هسبانيا تاراكونيس، وهيسبانيا لوسيتانيا. يقول سترابو  إن الرومان استخدمو هيسبانيا وأيبيريا بشكل مترادف للتمييز بين المقاطعات الشمالية القريبة والمقاطعات الجنوبية البعيدة. كان اسم «إيبيريا» حينها غامضا، لأنه كان أيضا اسم مملكة إيبيريا في القوقازية.

### الاسم الحديث
صاغ الجغرافي الفرنسي جان بابتيست بوري دي سانت فنسنت العبارة الحديثة «شبه الجزيرة الإيبيرية» بحلول سنة 1823 في عمله الذي أطلق عليه اسم «دليل الرحالة في إسبانيا». قبل ذلك التاريخ، استخدم الجغرافيون مصطلحات أخرى مثل شبه الجزيرة الإسبانية أو شبه الجزيرة البرانسية.

## تاريخ

### الحكم الروماني
خلال الحرب البونيقية الثانية ضد القرطاجيين وبالضبط في سنة 218 قبل الميلاد، احتلت القوات الرومانية الأولى شبه الجزيرة الأيبيرية؛ ومع ذلك، لم يتم ضمها إلى غاية عهد أغسطس بعد حوالي 200 عام من الحرب على الالكلتيين والإيبيريين. فكانت النتيجة إنشاء مقاطعة هيسبانيا الرومانية. تم فيما بعد تقسيم هذه الأخيرة إلى هيسبانيا أولتيريور وهيسبانيا سيتيريور خلال أواخر الجمهورية الرومانية، ثم إلى هسبانيا تاراكونيس في الشمال الشرقي، وهسبانيا بايتيكا في الجنوب ولوسيتانيا في الجنوب الغربي خلال الإمبراطورية الرومانية.
زودت هيسبانيا الإمبراطورية الرومانية بالفضة والطعام وزيت الزيتون والنبيذ والمعادن. إضافة إلى ذلك تنحذر عدد من الشخصيات البارزة خلال العهد الروماني من هذه المنطقة. حيث أن الأباطرة تراجان، هادريان، ماركوس أوريليوس، وثيودوسيوس الأول، الفيلسوف سينيكا الأصغر، والشعراء مارتياليس ولوكان كلهم ولدوا لعائلات عاشت في شبه الجزيرة الإيبيرية.
على مدى 600 سنة من احتلالهم لشبه الجزيرة الإيبيرية، ادخل الرومان إلى هذه المنطقة اللغة اللاتينية، والتي سرعان ما أثرت بشكل أو بآخر على عديد من اللغات التي ما تزال إلى غاية اليوم في شبه الجزيرة الإيبيرية.

### ما قبل العصر الحديث
احتلت شبه الجزيرة الإيبيرية خلال أوائل القرن الخامس، من قبل القبائل الجرمانية متمثلة في السويبيون والوندال (السيلينجيون والهادينجيون) وحلفاؤهم الألان. فقط مملكة السويبي (الكواديون والماركومانيون) من ستتحمل بعد وصول موجة أخرى من الغزاة الجرمانيين متمثلة في القوط الغربيين، الذين احتلوا كل شبه الجزيرة الإيبيرية وطردوا الفاندال والآلان أو أدمجوهم جزئيا. احتل القوط الغربيون في النهاية مملكة السويبي وعاصمتها براكارا (براغا حاليا) بين سنتي 584 و585. سيحتلون أيضا بين سنتي 552 و624 مقاطعة سبانيا التابعة للإمبراطورية البيزنطية والتي تشمل جزءا من جنوب شبه الجزيرة الإيبيرية وجزر البليار.
بحلول سنة 711 ميلادية، غزا المسلمة خلال الفتح الإسلامي لهيسبانيا مملكة القوط الغربيين. حيث نزلت الجيوش الإسلامية تحت قيادة طارق بن زياد في جبل طارق، خاص بعدها المسلمون حملة استمرت على مدى ثماني سنوات، تمكنوا خلالها احتلال جميع الممالك الهيسبانية باستثناء تلك الواقعة في شمال شبه الجزيرة. الأندلس (وهو اسم عربي قد يكون ناتجا ربما عن تحريف لمصطلح فانداليسيا أو «أرض الفندال»)، هو الاسم العربي الذي يطلق على إيبيريا المسلمة. كنتيجة لذلك، قام الفاتحون المسلمون (عرب والأمازيغ) بتحويل وتعريب الممالك الهيسبانيا الرومانية. بعد حملة طويلة، استمرت على مدى القرنين التاسع والعاشر، اعتنق في النهاية غالبية السكان في الأندلس الإسلام. تتم الإشارة إلى مسلمي شبه الجزيرة الإيبيرية عامة باسم الموريس. انقسم المسلمين في الاندلس وفقا للعرق إلى عرب وأمازيغ ومولودين، وكان أغلبهم من العرب، الشئ الذي كان سببا في نشوء تنافس وصراعات من وقت لآخر، خاصة بين العرب والأمازيغ. سُمح للمسيحيين واليهود بالعيش كجزء من المجتمع الأندلسي في ظل حماية المسلمين، على الرغم من أن اليهود أصبحوا مهيمنين أكثر في بعض المجالات. هاجر بعض المسيحيين إلى الممالك المسيحية الشمالية، في حين بقي بعضهم في الأندلس وتبنو لغة العرب وتقاليدهم وحرفهم حتى صارو يعرفون باسم المستعربين.

### العصر الحديث
خلال القرن السادس عشر، أنشأت إسبانيا إمبراطورية شاسعة امتدت إلى الأمريكتين، حيث تحولت إشبيلية لتصبح مركزا للتجارة عبر المحيط الأطلسي على أساس تجارة السبائك. أدى التوسع الإمبريالي الإيبيري، من خلال إنشاء الاسبان والبرتغاليين لطرق التبادلات التجارية المؤدية إلى آسيا وفي وقت لاحق عبر المحيط الأطلسي مع العالم الجديد، إلى التدهور الاقتصادي لشبه الجزيرة الإيطالية. عرف القرن السادس عشر نموا سكانيا كبيرا مما أدى إلى ازدياد الضغط على الموارد. في حالة شبه الجزيرة الإيبيرية، انتقل جزء من السكان إلى الأمريكتين بينما تم نفي اليهود والموريسكيين إلى أماكن أخرى في حوض البحر الأبيض المتوسط. بقي معظم الموريسكيين في إسبانيا بعد ثورة ثورة الموريسكيين في لاس ألبوخاراس خلال منتصف القرن السادس عشر، لكن تم فيما بعد طرد ما يقرب من 300000 منهم من البلاد بين سنتي 1609 و1614، حيث هاجروا بشكل جماعي إلى شمال إفريقيا واستقروا هناك.

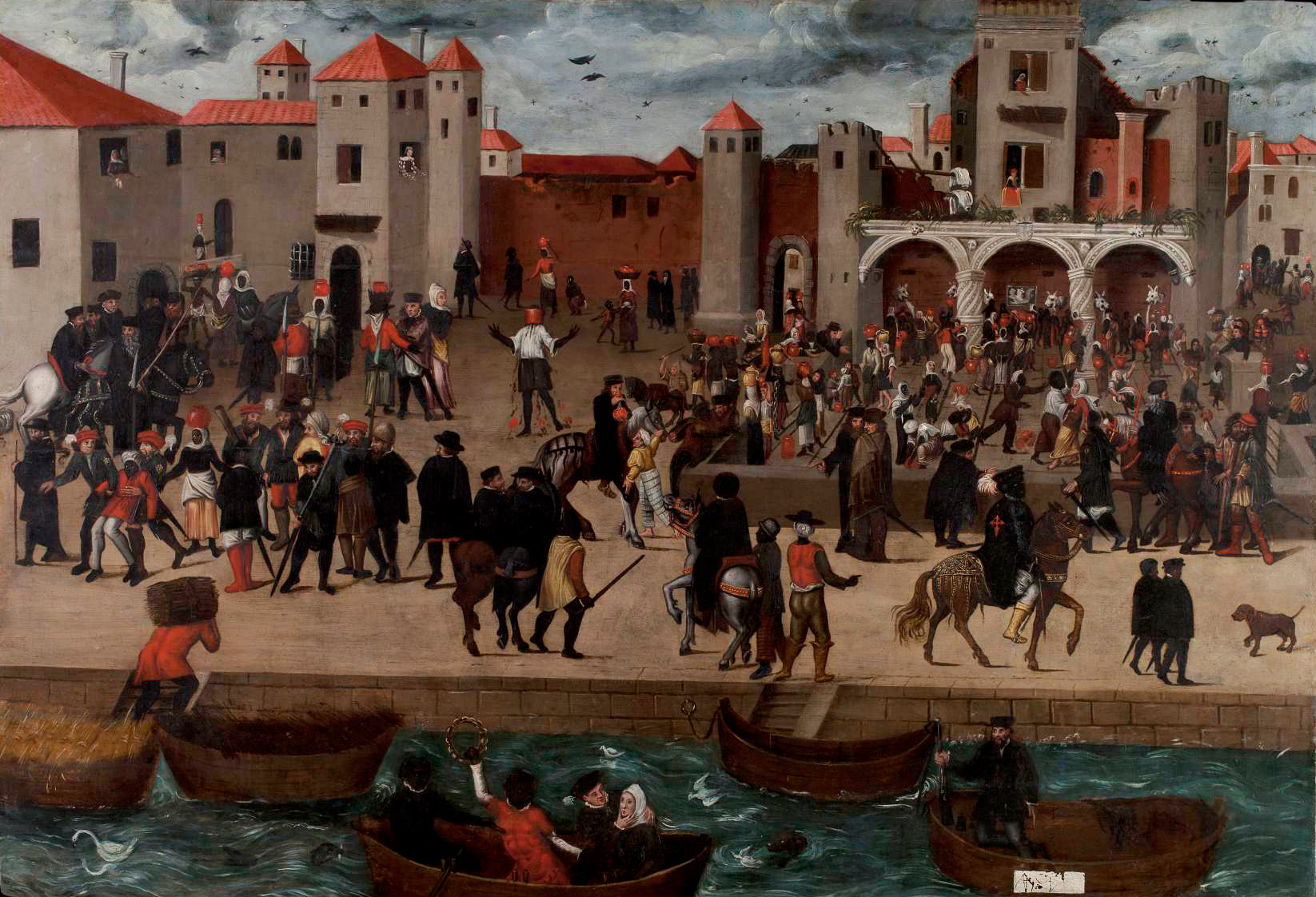
صورة مجهولة للشبونة التي كانت مركزا لتجارة الرقيق، خلال أواخر القرن السادس عشر.

في سنة 1580، وبعد الأزمة السياسية التي أعقبت وفاة الملك سيباستيان سنة 1578، أصبحت البرتغال كيانا مركبا تحت حكم سلالة هابسبورغ الملكية؛ وهكذا، تم توحيد شبه الجزيرة سياسيا بين سنتي 1580 و1640، وهي الفترة المعروفة باسم الاتحاد الإيبيري. في عهد فيليب الثاني ملك إسبانيا، أضيفت مجالس البرتغال وإيطاليا وفلاندرز وبورجوندي إلى باقي مناطق نفوذ المملكة الهيسبانية وأصبحت تحت سيادتها. خلال فترة الاتحاد الإيبيري، حدثت «أول موجة كبيرة» لتجارة العبيد عبر الأطلسي، وفقا لما ذكره إنريكيتا فيلا فيلار، حيث عرفت هذه الحقبة ظهور أسواق جديدة بسبب هذا التوحد الذي أعطى دفعة لتجارة العبيد.
بحلول سنة 1600، قاربت نسبة سكان المناطق الحضرية السبانية 11.4 في المائة، بينما قُدِّرت نسبة السكان في نفس المناطق بالنسبة للبرتغال بـ 14.1 في المائة، حيث كانت كلا النسبتين أعلى من المتوسط الأوروبي في ذلك الوقت البالغ 7.6 في المائة. ظهرت بعض الاختلافات اللافتة بين العوالم الأيبيرية المختلفة. قشتالة، التي تمتد على مساحة 60 في المائة من أراضي شبه الجزيرة، تمركز 80 في المائة من سكانها في مناطق حضرية إلى حد ما، ولكن مع توزيع متمدد للمدن. بالموازاة مع ذلك، تمركز سكان الحواضر في تاج أرغون بشكل كبير في عدد قليل من المدن: سرقسطة (مملكة أراغون)، برشلونة (إمارة كاتالونيا)، وبدرجة أقل في مملكة بلنسية، في كل من بلنسية، لقنت وأوريويلة. في حالة البرتغال عرفت عاصمتها الموسعة لشبونة (التي زاد عدد سكانها بشكل كبير خلال القرن السادس عشر، من 56000 إلى 60000 نسمة سنة 1527، إلى حوالي 120000 نسمة بحلول الربع الثالث من نفس القرن) بفضل ازدهار التجارة الاسيوية دينامية ديموغرافية، تلتها في ذلك بفارق كبير مدينتي بورتو ويابرة (بلغ عدد سكانهما حوالي 12500). خلال القرن السادس عشر، كانت كل من لشبونة وإشبيلية من بين أكبر مدن أوروبا الغربية وأكثرها ديناميكية.
بحلول سنوات القرن السابع عشر، شهدت الاقتصادات الإيبيرية فترة سلبية كان يُنظر إليها على أنها فترة ركود أو أزمة أو حتى انحدار، الشئ الذي أدى إلى انتقال الديناميكية الحضرية بشكل رئيسي إلى شمال أوروبا. تفككت خلال هذه الفترة شبكة وسط المدينة على هضبة قشتالة (بالموازاة مع زيادة النشاط الاقتصادي بالعاصمة مدريد)، قشتالة الجديدة فقط من قاومت الركود الداخلي.  فيما يتعلق بالواجهة الأطلسية لقشتالة، وبصرف النظر عن انقطاع التجارة مع شمال أوروبا، فقد عانت إلى حد ما التجارة البينية مع المناطق الأخرى في شبه الجزيرة الأيبيرية. في أراغون، التي تعاني من مشاكل مماثلة لقشتالة، أدى طرد الموريسكيين من مملكة بلنسية سنة 1609 إلى تفاقم الركود. تحول الحرير من صناعة محلية إلى سلعة خام يتم تصديرها. مع ذلك، كان تأثير هذه الأزمة متفاوتا (أثرت لفترة أطول على وسط شبه الجزيرة)، حيث تعافت كل من البرتغال والمناطق المطلة على ساحل البحر الأبيض المتوسط خلال الجزء الأخير من القرن مدفوعة بتزايد النمو.
أدت تداعيات حرب الاستعادة البرتغالية التي اندلعت بشكل متقطع بين سنتي 1640 و1668 إلى بروز أسرة براغانزا باعتبارها السلالة الحاكمة الجديدة للأراضي البرتغالية في جميع أنحاء العالم (باستثناء سبتة)، الشئ الذي وضع نهاية للاتحاد الإيبيري.
على الرغم من بدء كل من البرتغال وإسبانيا طريقهما نحو التحديث مع بروز الثورات الليبرالية خلال النصف الأول من القرن التاسع عشر، فقد كانت هذه العملية فيما يتعلق بالتغييرات الهيكلية في التوزيع الجغرافي للسكان، فاشلة نسبيا مقارنة بما حدث  في شبه الجزيرة الأيبيرية بعد الحرب العالمية الثانية، عندما سارت التنمية الحضرية القوية بالتوازي مع تنامي أشكال الهجرة القروية.

## الجغرافيا

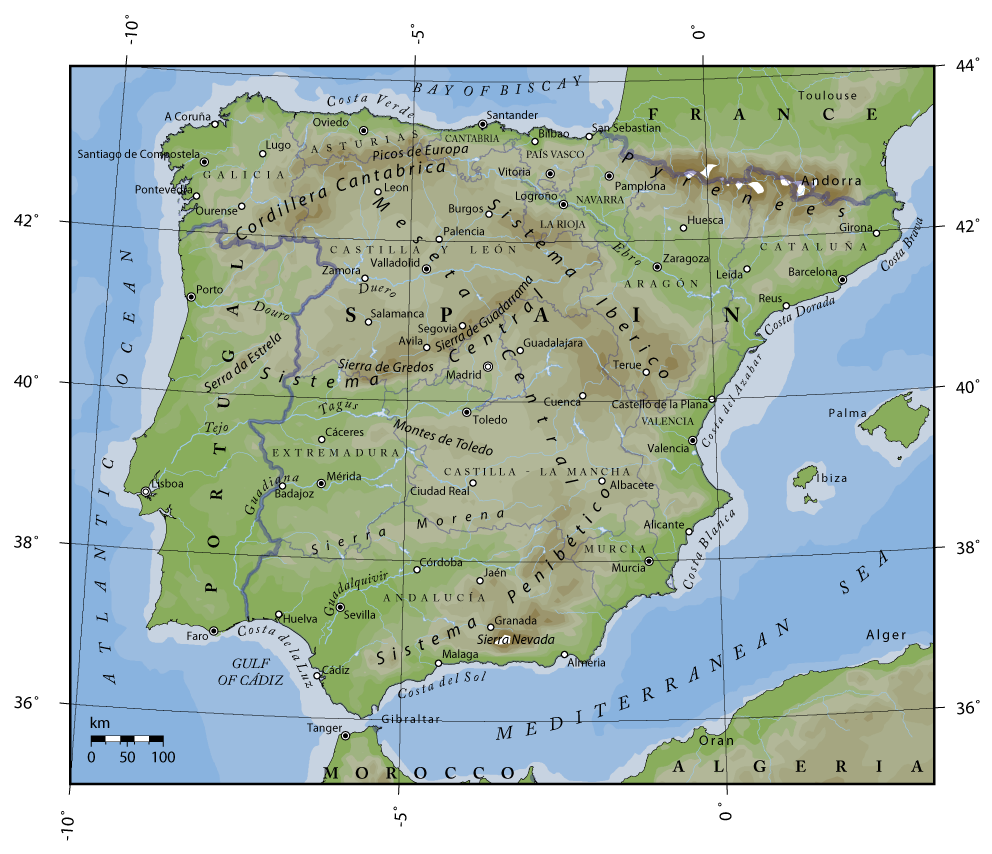
خريطة طوبوغرافية لشبه الايبيرية.

### الموقع
تقع شبه الجزيرة الإيبيرية في جنوب القارة الأوروبية، حيث يحدها البحر الأبيض المتوسط من الجنوب والجنوب الشرقي، والمحيط الأطلسي من الجنوب الغربي والغرب والشمال الغربي، وجبال البرانس التي تفصل إسبانيا عن فرنسا من جهة الشمال الشرقي. تتكون شبه الجزيرة أساسا من الدول والأقاليم التالية: 
| الدولة أو الاقليم | المساحة (كيلومتر مربع) | نسبتها من شبه الجزيرة (%) |
| ----------------- | ---------------------- | ------------------------- |
| إسبانيا           | 490000                 | 84.5                      |
| البرتغال          | 89261                  | 15.3                      |
| أندورا            | 468                    | 0.1                       |
| جبل طارق          | 6.8~                   | 0.001                     |
| فرنسا             | 600                    | 0.1                       |
| المجموع           | 583254                 | 100                       |

حسب إحصائيات سنة 2005، يقدر عدد سكان في شبه الجزيرة الإيبيرية بحوالي 54 مليون نسمة. تحتل إسبانيا المرتبة الأولى من حيث عدد السكان  حيث تضم وحدها حوالي 84 في المائة من مجموع سكان شبه الجزيرة، تليها في المرتبة الثانية البرتغال بنسبة 15 في المائة، والباقي يتوزع على الجزء الفرنسي ودولة أندورا وجبل طارق.

### المناخ
تتميز شبه الجزيرة الأيبيرية بمناخ متوسطي بشكل أساسي، خاصة في المناطق ذات الارتفاع المنخفض وعلى الساحل. اعتمادًا على الارتفاع والتضاريس، تمتاز بعض مناطق المرتفعة بمناخ جبلي مع فصول شتاء أكثر برودة مع احتمالية تساقط للثلوج.
تتميز المناطق الساحلية بدرجات حرارة أكثر اعتدالا خلال الشتاء مقارنة بالمناطق الداخلية. كما تتميز السهول البرتغالية والإسبانية الشاسعة بمناخ متوسطي مع صيف حار إلى حار جدا وجاف وشتاء معتدل ورطب. تمتاز منطقة شبه الجزيرة الإيبيرية بسطوع الشمس على مدار السنة، حيث  تتراوح مدة سطوعها بين 1550 إلى 2900 ساعة في السنة. كلما انتقلنا نحو جنوب شبه الجزيرة، كلما زاد الجفاف وانخفضت كمية هطول الأمطار في السهول وعلى طول الساحل.

### التحديات المناخية
تتعرض شبه الجزيرة الإيبيريا في كثير من الأحيان لموجات جفاف تؤثر على ما لا يقل عن 20 في المائة من أراضيها، وقد تصل النسبة إلى 50 في المائة خلال الجفاف الشديد.
يصعب أحيانا التنبؤ بحالات الجفاف هذه سواء مكانيا وزمانيا، مما يجعل التكيف مع هذه الظروف أمرا صعبا أحيانا. بالإضافة إلى هذه الظروف السيئة، يسمح الموقع الجغرافي لشبه الجزيرة (بين المحيط الأطلسي والبحر الأبيض المتوسط) بمرور ليس فقط العواصف الشاملة وبقايا الأعاصير المدارية ولكن أيضا هطول الأمطار غير المنتظمة: أحيانا تكون نادرة، وأحيانا وفيرة، وتؤدي إما إلى موجات حرارية مصحوبة بنقص المياه أو فيضانات مدمرة مصحوبة بانهيارات أرضية. وبالتالي، تولد كل هذه الأحداث المناخية عواقب مجتمعية، وقبل كل شيء اقتصادية، تؤدي في النهاية إلى تقويض الزراعة بشكل خاص، نتيجة لتدهور تربة الحقول الزراعية، مما يحد من التنمية الزراعية.
إذا كانت هناك مناطق أخرى في قارات أخرى حيث المشاكل الناجمة عن تغير المناخ أكثر كارثية، فإن الوضع في شبه الجزيرة الإيبيرية يظل مقلقا نسبيا في منطقة أوروبا. تهتم الدراسات المناخية في شبه الجزيرة بشكل أكثر بحالة إسبانيا، التي تمتد على 85 في المائة من الأراضي الإيبيرية. تعتبر إسبانيا من بين أكثر دول أوروبا التي تأثرت زراعتها بسبب ظاهرة الاحترار العالمي، حيث تقلصت أراضيها بالفعل إلى 40 في المائة فقط من المساحة الوطنية، والباقي غير قابل للزراعة بسبب التضاريس. تظل التأثيرات مختلفة جدا من منطقة لأخرى نظرا لوجود تباينات جغرافية: في الشمال والجنوب، يكون نقص المياه وانخفاض المحاصيل (حتى 30 في المائة) أكبر مما هو عليه في المناطق الوسطى حيث تكون خسارة المحاصيل أقل. لكن البلد كله لا يزال يطالب بالمزيد من مياه للري. على أرض الواقع، تم تزويد شبه الجزيرة الأيبيرية بأكملها منذ عدة سنوات، بأنظمة ري تتطلب الكثير من المياه (75 في المائة من احتياجات المياه). أدت فترات الجفاف الطويلة والانخفاض في موارد المياه (ثلثي موارد مياه الأمطار تبخرت بسبب التأثيرات القارية وظاهرة الاحترار العالمي) إلى زيادة هذا الطلب.
تعطل حالات الجفاف هذه المرتبطة بالأمطار غير المنتظمة، الدورات الخضرية وتؤثر بشكل سلبي على البيئة من خلال التسبب على وجه الخصوص في حدوث حرائق الغابات والتصحر. أدى ذلك إلى فقدان التنوع البيولوجي واختلال النظم البيئية في المنطقة بسبب تقلص الأراضي الرطبة وكذلك اختفاء النباتات والحيوانات المرتبطة بها. أدت هذه الظاهرة أيضا إلى زيادة عملية تآكل التربة وتملحها، مما أدى إلى تقلص الأراضي الصالحة للزراعة. في مواجهة هذه المشاكل، تضاعف بشكل طبيعي الاعتماد على الري باعتباره وسيلة جيدة لمكافحة التصحر.
بالإضافة إلى العواقب البيئية للمناخ، هناك أيضا العديد من المشكلات الاقتصادية المرتبطة. تم الإبلاغ بحلول سنة 1999 عن وجود تباين في الإنتاج الزراعي السنوي بنسبة تصل إلى 20 في المائة، ولم يتحسن هذا في الآونة الأخيرة مع انخفاض الأهمية الاقتصادية للزراعة غير المسقية (خاصة الحبوب). ينضاف إلى ذلك تكلفة المياه التي ازدادت بسبب شحها. في بلد مثل إسبانيا، التي تعد رابع أكبر منتج للمياه المحلاة (إنتاج 1.9 مليون متر مكعب يوميا في عام 2009)، فإن هذه الزيادة تؤثر بشكل خطير على القطاع الزراعي على وجه الخصوص من خلال التسبب في فقدان الزراعة في بعض المناطق. بالإضافة إلى ذلك، نظرا لأن الري لم يعد حتى موردا مائيا موثوقا به، يبدو أن تمديده يبقى خيار لاينصح به.
بسبب الري المفرط، يجب دائما توقع العواقب الوخيمة غير المباشرة مثل تلوث طبقات المياه الجوفية وتدهور جودة المياه. تبرز هنا الحاجة الملحة للاتجاه نحو الاستثمار في تكييف البنى التحتية لمعالجة مياه الصرف الصحي والحماية من الفيضانات وندرة المياه والجفاف؛ وأيضا انفاق تكاليف إضافية لتوسيع وتعزيز شبكات مراقبة الأحوال الجوية والإنذار. وأخيرا، توعية المزارعين وزيادة مشاركتهم وانخراطهم في الاستخدامات الأفضل للموارد المتاحة (توفير المياه، إلخ) وطرق تكييف المحاصيل.

## الاقتصاد
يعتمد اقتصاد دول شبه الجزيرة الإيبيرية بشكل أساسي على التعدين والسياحة والمزارع الصغيرة والصيد. بفضل اطلالتها على الساحل لمسافات شاسعة، فإن صيد الأسماك يعد شائعا في دول شبه الجزيرة، وخاصة صيد السردين والتونة والأنشوجة. تتمركز معظم أنشطة التعدين في جبال البيرينيه. هذه الأخيرة التي تضم مخزونا هاما من المعادن على غرار: الحديد والذهب والفحم والرصاص والفضة والزنك والملح. فيما يتعلق بدور دول شبه الجزيرة في الاقتصاد العالمي، توصف كل من الدويلات الصغيرة أندورا وإقليم ما وراء البحار البريطاني في جبل طارق على أنهما ملاذات ضريبية. 
فيما يخص الفلاحة، تعد البرتغال وإسبانيا من بين أكثر بلدان أوروبا جفافا وسخونة، وهو ما ساعدهما على احتلال مكانة هامة في مجال زراعة بعض من نباتات وأشجار الفاكهة المميزة لمنطقة البحر الأبيض المتوسط مثل الزيتون واللوز والتين الشوكي والليمون والبرتقال ونخيل التمر.

## أقرأ أيضا
- بيناجل